# Нар (приток Ардона)
Нар (осет. Нарыдон) — река в России, протекает в Алагирском районе республики Северная Осетия-Алания. Длина реки составляет 4 км, площадь водосборного бассейна 299 км².
Образуется при слиянии рек Закка и Зруг у населённого пункта Нар. Течёт на северо-запад. Правый берег реки обрывистый, левый более пологий и порос сосново-берёзовым лесом. Устье реки находится в 79 км по правому берегу реки Ардон, с этого момента меняющей своё название с Мамисондон на Ардон. Ширина реки в среднем течении — 12 метров, глубина — 0,6 метра, дно каменистое.
Основной приток — река Варцедон, впадает слева.

## Данные водного реестра
По данным государственного водного реестра России относится к Западно-Каспийскому бассейновому округу, водохозяйственный участок реки — Ардон. Речной бассейн реки — реки бассейна Каспийского моря междуречья Терека и Волги.
Код объекта в государственном водном реестре — 07020000112108200003115.